# Boucoiran-et-Nozières
Boucoiran-et-Nozières é uma comuna francesa na região administrativa de Occitânia, no departamento de Gard. Estende-se por uma área de 14,52 km². Em 2010 a comuna tinha 986 habitantes (densidade: 67,9 hab./km²).